# Ekrany (czasopismo)
Ekrany (Ekrany: Film & Media) – polski kwartalnik poświęcony współczesnej sztuce audiowizualnej i związanej z nią zjawiskami. Na łamach czasopisma publikowane są artykuły analizujące filmy i przekazy audiowizualne, teksty reinterpretujące historię i teorię kina oraz publikacje prezentujące niszowe zjawiska filmu awangardowego, animowanego i dokumentalnego. Pismo wydawane jest od 2011 roku i założone zostało przez Rafała Syskę, który pełnił funkcję redaktora naczelnego do 2018 roku, gdy zastąpił go Miłosz Stelmach. W 2025 funkcję redaktorki naczelnej przejęła Marta Stańczyk.

## Profil pisma
Oprócz historii i teorii kina redakcja periodyku porusza kwestie wzajemnych związków między filmem a współczesną literaturą, teatrem i sztukami performatywnymi oraz nowoczesnymi gatunkami transmedialnymi.
Pośród członków zespołu redakcyjnego, autorów oraz recenzentów są osoby z szeregu ośrodków filmoznawczych w Polsce, którym przewodzi zespół rekrutujący się z Instytutu Sztuk Audiowizualnych Uniwersytetu Jagiellońskiego. Czasopismo otrzymało dofinansowanie ze środków Ministerstwa Kultury i Dziedzictwa Narodowego oraz Polskiego Instytutu Sztuki Filmowej.
Do 2019 roku tytuł „Ekrany” znajdował się na liście B wykazu czasopism naukowych MNiSW. Czasopismo miało przyznane 4 pkt w latach 2013–2014 i 5 pkt od 2015 r.

## Redakcja i współpracownicy
Redaktorzy naczelni
- 2010–2018: Rafał Syska
- 2018–2025: Miłosz Stelmach
- 2025–: Marta Stańczyk

Zespół redakcyjny (oprócz redaktora naczelnego)
- Barbara Szczekała (zastępczyni redaktora naczelnego)
- Michał Lesiak (sekretarz redakcji)
- Kamil Kalbarczyk
- Dorota Jędrzejewska-Szpak
- Michał Piepiórka
- Remigiusz Różański

Stali współpracownicy
- Marcin Adamczak
- Paweł Bliński
- Maciej Kędziora
- Adam Kruk
- Tadeusz Lubelski
- Joanna Łapińska
- Joanna Łuniewicz
- Piotr Mirski
- Magdalena Podsiadło
- Bolesław Racięski
- Daria Sienkiewicz
- Sebastian Smoliński
- Sylwia Szostak
- Ewa Szponar
- Joanna Tochman